# ولیکی ردیچ
ولیکی ردیچ (به لاتین: Veliki Radić) یک زیستگاه انسانی در بوسنی و هرزگوین است که در Bosanska Krupa واقع شده‌است.